# St. Gumpert und St. Kunibert (Apfelbach)

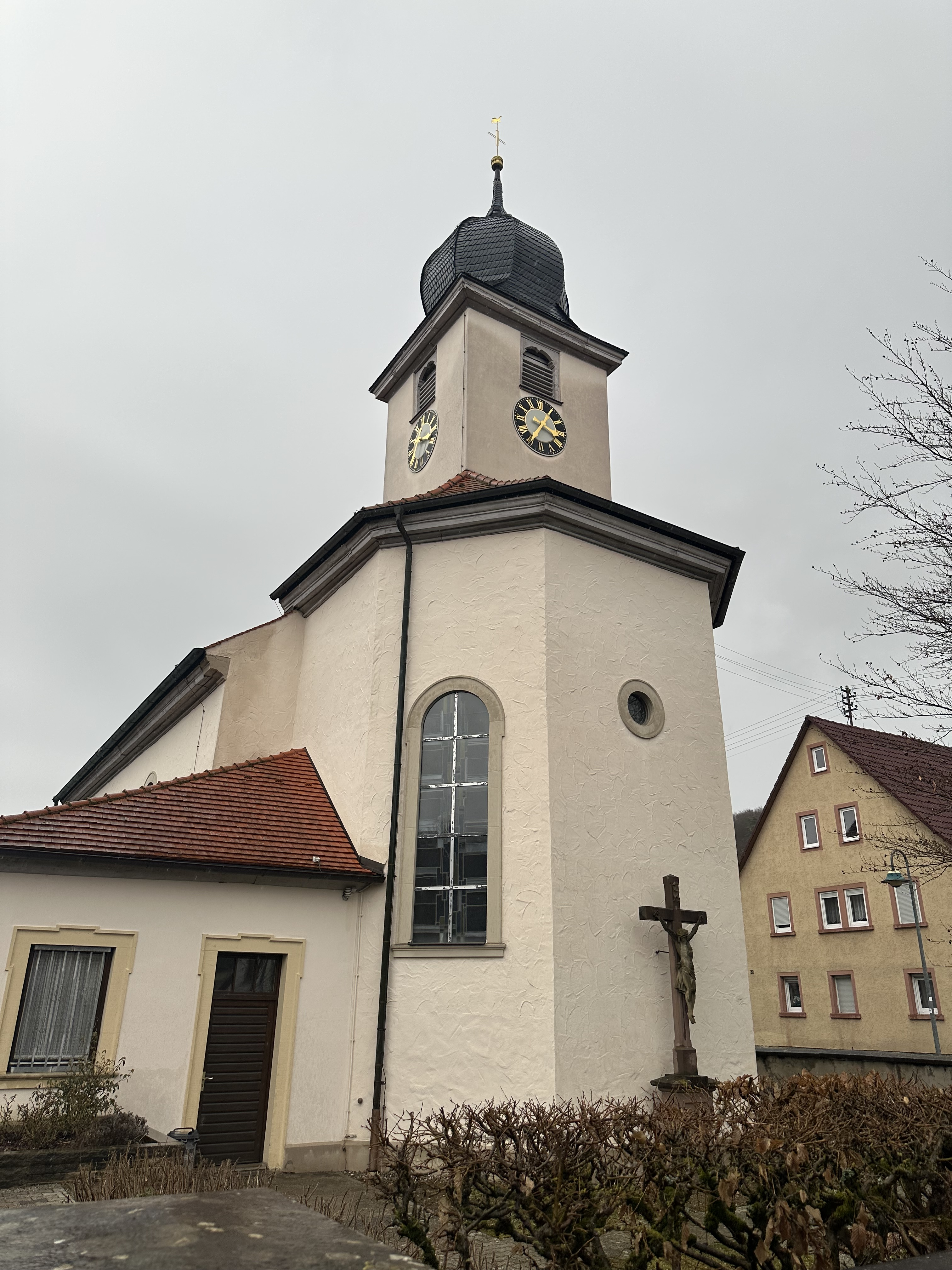
St. Gumpert und St. Kunibert, 2025

Die römisch-katholische Pfarrkirche St. Gumpert und St. Kunibert in Apfelbach, einem Stadtteil von Bad Mergentheim im Main-Tauber-Kreis, wurde im Jahre 1757 errichtet und ist dem heiligen Gumbert und dem heiligen Kunibert geweiht. Es handelt sich um einen barocken Saalbau mit Dachreiter. Ein Steinkreuz von 1900 befindet sich am Chor. Die Kirche befindet sich in der Frühlingsstraße 11, an der Einmündung in die Sankt-Gumbert-Straße. Die Kirche St. Gumpert und St. Kunibert gehört zur Seelsorgeeinheit 1a – L.A.M.M., die dem Dekanat Mergentheim der Diözese Rottenburg-Stuttgart zugeordnet ist. Das Bauwerk ist ein Kulturdenkmal der Stadt Bad Mergentheim.